# Desingy
Desingy település Franciaországban, Haute-Savoie megyében. Lakosainak száma 759 fő (2022. január 1.). Desingy Chessenaz, Chilly, Clermont, Droisy, Frangy, Seyssel, Usinens és Vanzy községekkel határos.

## Népesség
A település népességének változása:
| Lakosok száma | 813  | 799  | 818  | 806  | 796  | 785  | 775  | 765  | 759  |
|               | 2013 | 2015 | 2016 | 2017 | 2018 | 2019 | 2020 | 2021 | 2022 |